# Ulica Juliana Bartoszewicza w Warszawie
Ulica Juliana Bartoszewicza – ulica w dzielnicy Śródmieście w Warszawie.

## Historia
Ulica Bartoszewicza została wytyczona w 1937 roku na miejscu wewnętrznej alejki zlikwidowanego targowiska zwanego Sewerynowem. Sewerynów powstał w roku 1847 z inicjatywy Seweryna Uruskiego, jednego z właścicieli Dynasów.
Część ul. Bartoszewicza bezpośrednio przyległa do ul. Kopernika była pierwotnie fragmentem ulicy Sewerynów.
W latach 30. XX wieku powstał projekt przeprowadzenia alei Na Skarpie, której obecna ulica Bartoszewicza miała być końcowym odcinkiem. Stojące tu domy nr 1C, 1B i 1A miały nawet adresy al. Na Skarpie 65, 67 i 69. Ostatecznie powstał tylko fragment alei Na Skarpie w okolicy gmachu Sejmu i ul. Frascati. Jej końcowy odcinek nosi nazwę upamiętniającą Juliana Bartoszewicza od 1939 roku.
Ulicę zabudowano luksusowymi półmodernistycznymi kamienicami o wysokości siedmiu pięter.